# Heterochondria orientalis
Heterochondria orientalis is een eenoogkreeftjessoort uit de familie van de Chondracanthidae. De wetenschappelijke naam van de soort is voor het eerst geldig gepubliceerd in 2013 door Moon & Soh.